# ИТ45
ИТ45 (более точно — СУ-ИТ-45, что расшифровывается как Самоходная Установка — Истребитель Танков — 45) — советская экспериментальная САУ на базе лёгких танков Т-60 и Т-70 с двумя спаренными 45-мм пушками М-42 (И.13.75-СУ). Имела «старшего брата» САУ-ИТ-76.

## История
Работы начались весной 1942 года, в качестве движущейся платформы были избраны серийные танки Т-60 и Т-70, которые в довольно больших объёмах поступали на ремонт, где и планировалось их перерождение в ПТ САУ.

В теории эти САУ должны были пробивать 50 мм брони с 500 метров, но к моменту их готовности на бумаге армия Третьего Рейха уже использовала танки типа PzIV и Tiger, в которых лобовая броня была от 80 мм, что и обрекло САУ-ИТ-45 на провал. Проект был свёрнут осенью 1943.

Через два года немецкой стороной была разработана, запущена в производство и успешно применялась ПТ САУ Хетцер с очень похожим внешним видом и концепцией в целом.

## Некоторые ТТХ
Корпус и шасси разрабатывались единые для И.13.73-СУ, И.13.75-СУ(СУ-ИТ-45), И.13.76-СУ(СУ-ИТ-76). Главным отличием являлось вооружение. В первом случае это была одна 45-мм пушка М-42, во втором две этих же пушки в спаренном виде, а в третьем — с 76-мм Ф-22.

Общим оставались шасси от Т-60 и Т-70 с автомобильным двигателем ЗИС-5 108 л.с., броня 15-35мм (для защиты от оружия пехоты и противотанковых орудий), низкий профиль в сочетании с большими углами наклона, которые дела её еще более похожей на Хетцер.

Интересным являлось то, что крыша машины могла откидываться в стороны, тем самым улучшая вентиляцию и увеличивая боковую броню.

## Попытка доработать машину
Установка должна была иметь двигатель ЗИС-80 (характеристики — четырехтактный, карбюраторный, шестицилиндровый, объем 5555 см3, мощность 73 л.с. при 2400 об\мин), который планировали форсировать до 108 л.с.. Но в условиях войны выпуск этого двигателя испытывал некоторые проблемы, поэтому решили использовать стандартный сдвоенный двигатель ГАЗ-203 от Т-70, но он не поместился в корпус. Тогда все надежды были возложены на дизельные В-3 (мощность 150—250 л.с. при 1700—1800 об\мин, что позволило бы на 10 мм увеличить броню со всех сторон) заводов «Ярославский» и «Двигатель революции», но они не смогли наладить их выпуск ввиду разрушенности своих помещений. Мечты о запуске в производство американских дизелей 110—160 л.с. также не оправдали себя.

Одновременно с доработкой двигателей велись испытания по установке на данную ПТ САУ 57-мм пушку С-1-57(аналог ЗИС-2), но расчёты показали, что для этого нужно заняться перекомпоновкой машины и доработкой некоторых деталей.

В итоге корпус САУ-ИТ-45 был передан в Москву к НИИ-48 и использован как мишень для испытания снарядов.

## Указ Совнаркома
- «1. Иметь возможно более низкий силуэт (желательно на уровне среднего роста человека)
- 2. Использовать наиболее дешевые узлы массово производимых легких танков, грузовых автомобилей и тракторов.
- 3. В качестве силовой установки иметь возможность установки серийно производимых автомобильных моторов, из числа хорошо освоенных промышленностью.
- 4. Иметь возможно меньшую численность экипажа, не свыше 3 человек.
- 5. Иметь вооружение, способное на дистанции 500 м пробивать броню толщиной 50 мм и более.
- 6. Броневая защита САУ должна обеспечивать надежную защиту машины от 37-мм противотанковых пушек с лобовых ракурсов на всех дистанциях действительного огня. Борта и корма САУ должны предохранять экипаж от пуль крупнокалиберных пулеметов, легких ПТР, а также осколков снарядов, бомб и мин.»

## САУ-ИТ-45 в сувенирной и игровой индустрии
В 2014-2015 году возможно появление САУ-ИТ-45 с двумя орудиями в MMO-игре World of Tanks